# Asedio de Deir ez-Zor
El asedio de Deir ez-Zor fue una acción militar iniciada el 14 de julio de 2014 y llevada a cabo por el Estado Islámico de Irak y el Levante contra los últimos focos de resistencia del gobierno leal al presidente Bashar al-Asad en la ciudad de Deir ez-Zor que lograron mantener resistencia al finalizar la invasión y ocupación de la gobernación homónima en plena Guerra Civil Siria. Finalmente el asedio terminó el 5 de septiembre de 2017 tras la entrada del Ejército Sirio. La victoria en dicha ciudad fue tildada de la mayor sobre el grupo terrorista desde el año 2014.

## Desarrollo
Posteriormente a la disolución de la alianza de la coalición opositora en 2014 la organización extremista Estado Islámico de Irak y el Levante integrando expulsarlos de la Gobernación de Deir ez-Zor, en la ciudad capital de la gobernación aún había grandes zonas urbanas bajo el control del gobierno y algunos barrios y calles en manos de rebeldes como Frente al-Nusra, también estuvieron presentes soldados kurdos de la autodenominada Federación de Rojava.
Al observar esto los líderes de Estado Islámico de Irak y el Levante decidieron acabar específicamente con los focos gubernamentales ya que eran los únicos suficientemente grandes que representaban una sería amenaza a los intereses del grupo. Los reductos opositores paralelamente se enfrascaron en una lucha de guerrillas de supervivencia como un conflicto aparte a excepción de las fuerzas kurdas que esporádicamente lanzan ataques a las tropas de Estado Islámico de Irak y el Levante, siendo desplazadas completamente eliminados para 2014.
En la práctica los grupos rebeldes que quedaron trataron en lo posible de no atacar ni a las fuerzas gubernamentales ni a las de Estado Islámico ya que de facto estas no las atacan por estar tan ocupadas en destruirse mutuamente, esto no evitó que la Coalición Internacional Contra Estado Islámico (aliada por separado de la federación y los rebeldes) bombardeara zonas civiles bajo protección del ejército árabe sirio o que la Fuerza Aérea de Rusia (miembro de la Coalición RSII y aliada del gobierno sirio) atacara sin previo aviso posiciones rebeldes.
El 22 de mayo de 2017 Daesh se repliega del norte de al Tanf, organizando el 24 de mayo una gran ofensiva, avanzando en el distrito Huwayqa al-gharbi, controlando el puente Jawrah, los distritos de Kasar, Naqshabandi y la mezquita de Anas ibn Malik.

### Junio
El 2 de junio Daesh lanza un ataque contra las posiciones de las SAA, el siguiente día logran penetrar las defensas de la 137 brigada mecanizada. El 9 de junio tras varios días de ofensiva de Estado Islámico, las SAA rechazaron el ataque y reconquistaron el redondel de Panorama. El 11 de junio Estado Islámico envió refuerzos para una nueva ofensiva. El 12 de junio Daesh ataca la parte occidental con tropas que se repliegan desde el norte, las SAA acabó con 60 islamistas en el área del aeropuerto.

#### Ofensiva verano de 2017
Los yihadistas, que llevan más de tres años manteniendo el cerco a Deir Ezzor, cortaron a inicios del año la comunicación entre la ciudad y el aeródromo militar situado a dos kilómetros y lanzan regularmente ataques contra la guarnición local. La evacuación de los heridos y el reabastecimiento de víveres y municiones se realiza en helicópteros que llegan de Qamishli. Tras el final de la batalla de al Suhjna, las fuerzas oficialistas comenzaron el avance hacia la ciudad, el 22 de agosto tras establecer el cerco de Akerbat, han comenzado las operaciones siguiendo la carretera que une a Deir ez-Zor con al Sujhna, liberando Al Kom, Bir Kdem, el yacimiento petrolero Membija y Al Teybe, avanzando en promedio 40 km al día.

### Fin del asedio y victoria de las fuerzas sirias
El 5 de septiembre de 2017 las tropas del Ejército Sirio leales a Bashar Al Assad apoyadas por Rusia entraron en la ciudad rompiendo el asedio que Estado Islámico había impuesto durante más de tres años y declararon la victoria sobre los terroristas para el 25 del mismo mes las fuerzas sirias apoyadas por Rusia controlan el 85 por ciento de la ciudad. Cabe destacar que en el asedio murieron el teniente general ruso Valeri Asápov que dirigía el comando de las acciones y tres soldados rusos más. La victoria en dicha ciudad fue tildada de la mayor sobre el grupo terrorista desde el año 2014.
A principios de noviembre de 2017 el gobierno sirio anuncio oficialmente la liberación total de Deir Ezzor. Las fuerzas sirias estuvieron comandadas por el General Suheil Hasan, alias «el Tigre», que dirigió a finales del año 2016 la campaña militar en la localidad de Alepo, la mayor del norte de Siria.

## Impacto civil
Al inicio del asedio se registró una gran cantidad de civiles que escapaban vía aérea hacia Damasco, cuando las huestes de Estado Islámico ocuparon la carretera que unía el aeropuerto con la aérea metropolitana los vuelos de emergencia cesaron, Estado Islámico logró cortar los suministros de energía y agua potable aislando aún más a los civiles, en respuesta las Naciones Unidas y la Fuerza Aérea de Rusia lanzan víveres, la Media Luna Roja instaló tanques de agua provisionales.
Entre el inicio del asedio hasta el final fueron miles los muertos por los diversos atentados, bombardeos y malas condiciones de vida generada por la crisis que se vivía en la parte controlada por el gobierno. En la zonas rebeldes la guerra de guerrillas entre las diversas facciones también generaron gran cantidad de muertos al realizar operaciones y actuar como organizaciones criminales para su supervivencia.
En las zonas controladas por Estado Islámico se redujeron alarmantemente los derechos humanos, se asesinó a miles de personas entre homosexuales y discapacitados, las mujeres fueron obligadas a llevar burka y a casarse con uno de los combatientes, en algunas zonas controladas por otros grupos rebeldes como Jabhat Fateh al-Sham el escenario fue similar.